# 다카시나촌 (사이타마현)
다카시나촌(高階村)은 사이타마현 이루마군에 있던 촌이다. 

## 지리
- 현재의 가와고에시 남동부. 도부토죠선 신가이간역을 중심으로 한 지역이다.
- 촌의 동쪽 경계를 신가시강, 북쪽 경계를 도시라즈강이 흐른다.
- 남북을 가와고에 가도(국도 254호)가 종단한다.

## 역사
- 1889년 4월 1일 - 정촌제 시행에 의해 이루마군 다카시나촌이 성립하였다.
- 1955년 4월 1일 - 가와고에시에 편입되었다.